# Човелидзе, Торник
Торник Човелидзе (род. 10 апреля 1995, Батуми) — грузинский самбист и дзюдоист, бронзовый призёр первенства Грузии по дзюдо среди кадетов. В 2021 году стал чемпионом Грузии по самбо. В 2019 году на чемпионате Европы по самбо в Хихоне (Испания) стал чемпионом Европы. В 2017 году на чемпионате мира по самбо в Сочи завоевал бронзовую медаль. Выступает в лёгкой весовой категории (до 62 кг).

## Выступления на чемпионатах страны
- Чемпионат Грузии по самбо 2021 года — ;